# Miconia sellowiana
Miconia sellowiana är en tvåhjärtbladig växtart som beskrevs av Charles Victor Naudin. Miconia sellowiana ingår i släktet Miconia och familjen Melastomataceae. Inga underarter finns listade i Catalogue of Life.

## Bildgalleri

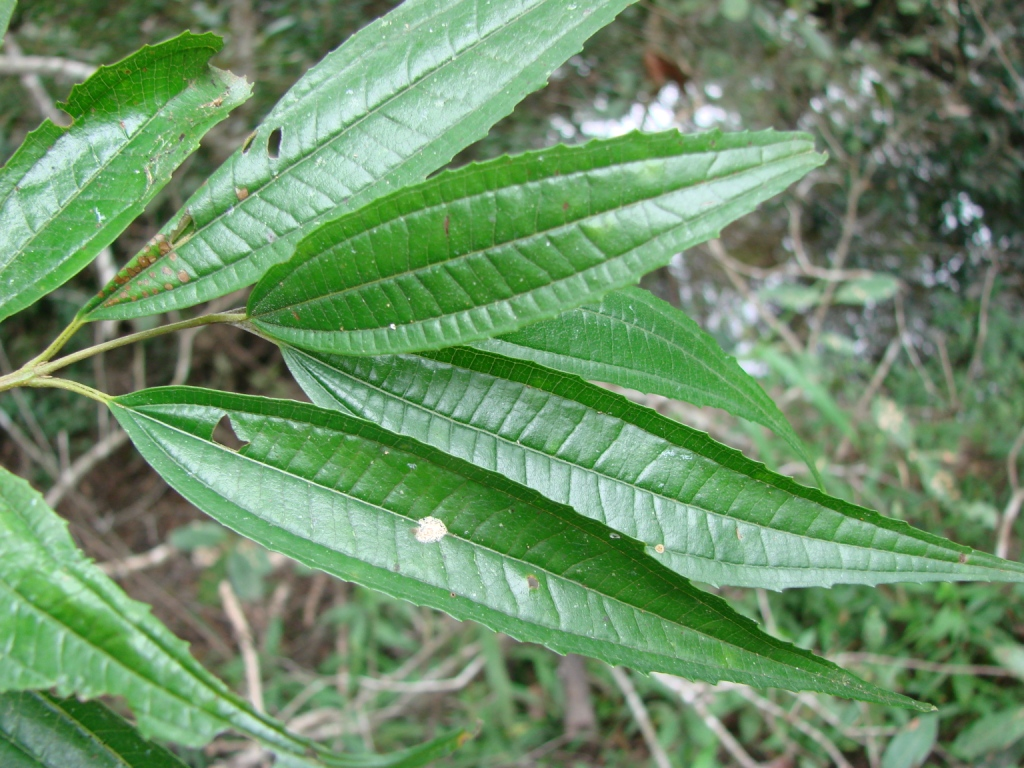
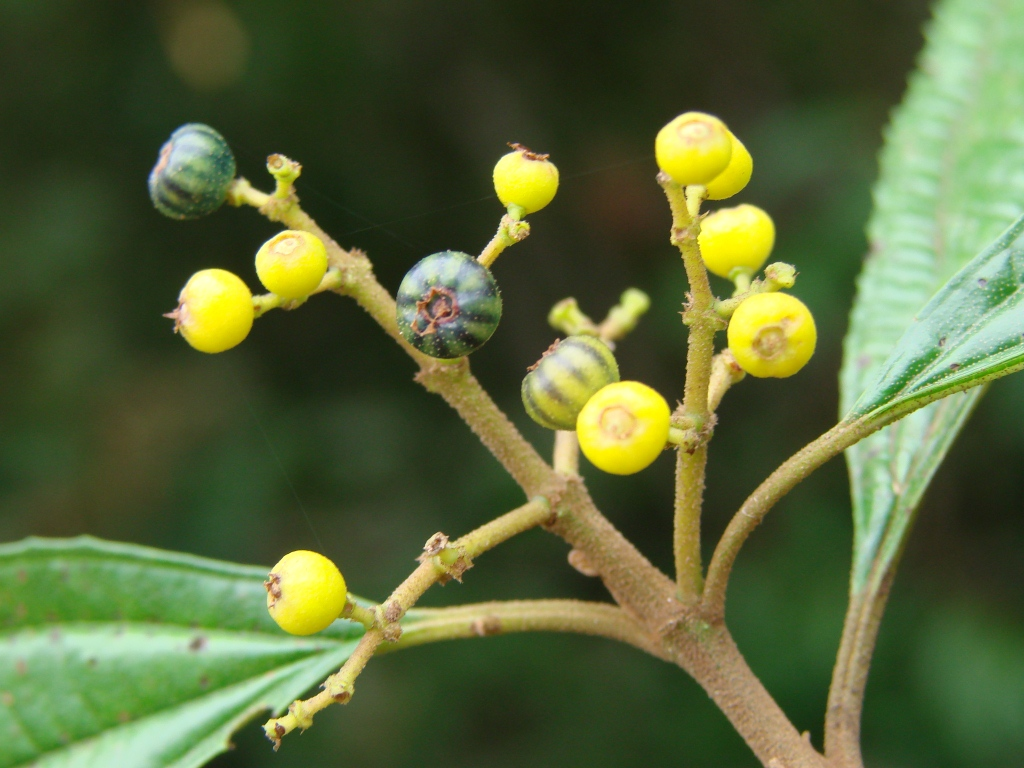